# 주저우시
주저우(주주, 중국어: 株洲, 병음: Zhūzhōu)는 중화인민공화국 후난성의 지급시로 예전에는 젠닝으로도 알려져있었다. 중화인민공화국의 정치인 이립삼이 주저우시의 리링시 출신이다.

## 지리
창사의 남동쪽, 상강과 나란히 놓여있다. 창사, 주저우, 샹탄으로 이루어진 "창주탄 황금삼각지대"의 일부이다.
주저우는 아열대성 계절풍 기후대에 위치하고 광물 자원과 생물 자원이 풍부하며 후난 성에서 가장 농업 생산량이 높은 곳 중 하나이다.
| 주저우시의 기후                                               | 주저우시의 기후 | 주저우시의 기후 | 주저우시의 기후 | 주저우시의 기후 | 주저우시의 기후 | 주저우시의 기후 | 주저우시의 기후 | 주저우시의 기후 | 주저우시의 기후 | 주저우시의 기후 | 주저우시의 기후 | 주저우시의 기후 | 주저우시의 기후 |
| 월                                                            | 1월             | 2월             | 3월             | 4월             | 5월             | 6월             | 7월             | 8월             | 9월             | 10월            | 11월            | 12월            | 연간            |
| ------------------------------------------------------------- | --------------- | --------------- | --------------- | --------------- | --------------- | --------------- | --------------- | --------------- | --------------- | --------------- | --------------- | --------------- | --------------- |
| 역대 최고 기온 °C (°F)                                        | 24.1 (75.4)     | 30.9 (87.6)     | 32.9 (91.2)     | 35.8 (96.4)     | 36.5 (97.7)     | 38.0 (100.4)    | 39.6 (103.3)    | 40.3 (104.5)    | 37.8 (100.0)    | 35.1 (95.2)     | 32.1 (89.8)     | 24.4 (75.9)     | 40.3 (104.5)    |
| 일평균 최고 기온 °C (°F)                                      | 8.8 (47.8)      | 11.2 (52.2)     | 15.4 (59.7)     | 22.2 (72.0)     | 27.2 (81.0)     | 30.4 (86.7)     | 34.0 (93.2)     | 33.2 (91.8)     | 28.9 (84.0)     | 23.6 (74.5)     | 17.9 (64.2)     | 12.0 (53.6)     | 22.1 (71.7)     |
| 일일 평균 기온 °C (°F)                                        | 5.3 (41.5)      | 7.5 (45.5)      | 11.4 (52.5)     | 17.7 (63.9)     | 22.6 (72.7)     | 26.1 (79.0)     | 29.5 (85.1)     | 28.5 (83.3)     | 24.3 (75.7)     | 18.9 (66.0)     | 13.2 (55.8)     | 7.5 (45.5)      | 17.7 (63.9)     |
| 일평균 최저 기온 °C (°F)                                      | 2.6 (36.7)      | 4.9 (40.8)      | 8.4 (47.1)      | 14.2 (57.6)     | 18.9 (66.0)     | 22.6 (72.7)     | 25.8 (78.4)     | 24.9 (76.8)     | 20.8 (69.4)     | 15.4 (59.7)     | 9.6 (49.3)      | 4.2 (39.6)      | 14.4 (57.8)     |
| 역대 최저 기온 °C (°F)                                        | −5.7 (21.7)     | −7.9 (17.8)     | −0.9 (30.4)     | 2.5 (36.5)      | 9.8 (49.6)      | 13.1 (55.6)     | 18.6 (65.5)     | 16.9 (62.4)     | 12.7 (54.9)     | 3.2 (37.8)      | −1.1 (30.0)     | −11.5 (11.3)    | −11.5 (11.3)    |
| 평균 강수량 mm (인치)                                         | 76.4 (3.01)     | 102.6 (4.04)    | 150.2 (5.91)    | 186.1 (7.33)    | 188.9 (7.44)    | 209.8 (8.26)    | 125.7 (4.95)    | 124.3 (4.89)    | 73.9 (2.91)     | 79.9 (3.15)     | 76.4 (3.01)     | 51.3 (2.02)     | 1,445.5 (56.92) |
| 평균 강수일수 (≥ 0.1 mm)                                      | 14.3            | 13.9            | 17.9            | 17.4            | 16.2            | 15.5            | 10.6            | 11.3            | 9.1             | 9.3             | 10.7            | 11.3            | 157.5           |
| 평균 강설일수                                                 | 3.6             | 2.1             | 0.5             | 0               | 0               | 0               | 0               | 0               | 0               | 0               | 0.1             | 1.4             | 7.7             |
| 평균 상대 습도 (%)                                            | 81              | 81              | 81              | 79              | 78              | 79              | 72              | 76              | 78              | 77              | 76              | 77              | 78              |
| 평균 월간 일조시간                                            | 59.6            | 64.6            | 78.2            | 109.0           | 137.6           | 142.4           | 230.4           | 206.2           | 157.2           | 134.6           | 113.3           | 97.9            | 1,531           |
| 가능 일조율                                                   | 18              | 20              | 21              | 28              | 33              | 34              | 54              | 51              | 43              | 38              | 35              | 31              | 34              |
| 출처: 중국기상국 (평년값: 1991년~2020년, 극값: 1981년~2010년) |                 |                 |                 |                 |                 |                 |                 |                 |                 |                 |                 |                 |                 |

## 역사
주저우는 황제 헌원과 염제 신농이 매장된 장소로 여겨져 시내에는 송대에 건설된 염제릉이 현재도 남아 있다.
행정구역으로서 주저우가 사서에 등장하는 것은 후한말의 214년에 설치된 건녕군(建寧郡)이다. 627년, 당나라에 의해 상담에 편입되었다. 남송의 1190년, 주주로 개칭되어 현재까지 명칭이 계승되고 있다.
중화인민공화국 성립 초기에는 샹탄 현 관할의 한 취락인 주저우 진(株洲鎮)이었지만, 그 후 중공업 집적과 경제발전과 함께 인구가 증가, 1951년 5월에는 현급시로 승격했고, 1956년에는 지급시로 승격해 현재에 이르고 있다.

## 경제
주저우의 주요 산업은 야금, 기계 제조, 화학과 건자재이다.
주저우의 하이테크 산업개발구는 1992년 12월에 중국 정부에 의해 승인되었고 샹강 옆의 35 km2가 지정되었다.

## 교통
주저우 역은 중국 5대 기차역 중 하나로 특급 승객&상품 수송역으로 지정되었다. 남중국에서 가장 큰 상품 수송역으로 매일 110대의 열차와 3만 명의 승객이 통과한다. 주저우는 시의 나머지 부분과 베이징-주하이 고속도로, 상하이-루이리 고속도로에 의해 연결되고 3개의 간선도로를 통해 푸젠성 남부, 후난 성 남부, 장시성, 남부와 연결된다.

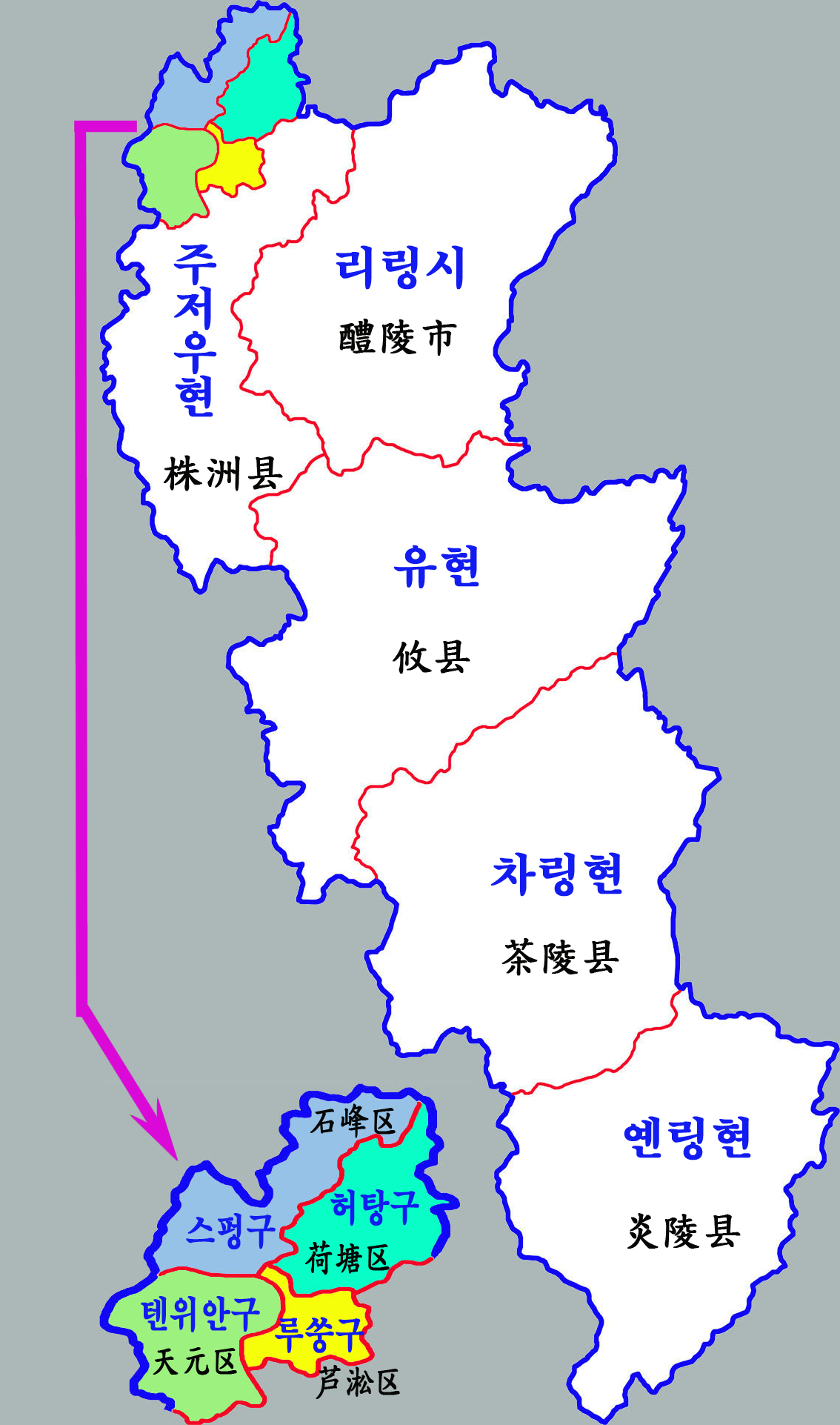
주저우시 현급구역

## 행정 구역
5개의 시할구, 1개의 현급시, 3개의 현을 관할한다.
시할구
- 톈위안 구(天元区)
- 허탕 구(荷塘区)
- 루쑹 구(芦淞区)
- 스펑 구(石峰区)
- 루커우 구(渌口区)

현급시
- 리링 시(醴陵市)

현
- 유 현(攸县)
- 차링 현(茶陵县)
- 옌링 현(炎陵县)